# Sophia Jansson
Vivica Sophia Jansson-Zambra, född 1962 i Helsingfors, är en finlandssvensk reklamformgivare.[källa behövs]
Sophia Jansson är dotter till Lars Jansson och brorsdotter till Tove Jansson.
Hon har arbetat som spansklärare. Hon är ordförande och majoritetsägare i företaget som äger rättigheterna till Mumintrollen, Oy Moomin Characters. och medgrundare till det finländska bokförlaget Förlaget i Helsingfors.

## Litterär förebild
Sophia Jansson-Zambra var förebild och inspiration när Tove Jansson skrev den delvis biografiska romanen Sommarboken, som utkom 1972. Den skildrar av vänskapen mellan en mycket gammal kvinna och en ung flicka. Den lilla flickan är Sophia Jansson.
Jansson var Vegas sommarpratare år 2014.